# えっちゃんのたんぽぽ倶楽部
えっちゃんのたんぽぽ倶楽部（えっちゃんのたんぽぽくらぶ）は、南日本放送（MBCラジオ）で月曜から木曜にかけて現在放送中の主婦向け情報番組である。
当項では、2024年10月4日から金曜日の同一時間帯に放送される姉妹番組、美坂理恵のたんぽぽフライデー（みさかりえのたんぽぽふらいでー）についても述べる。

## 概要
番組名は、主婦のために情報、音楽、話題の綿毛を飛ばしている内容であるため。初代正式タイトルは、「たんぽぽ倶楽部」で、数年後に「悦ちゃんのたんぽぽ倶楽部」となり、現在のタイトルは3代目で、パーソナリティーの芸名を改名したのを期に変更したものである。初代タイトルの名残で、番組中ではもっぱら愛称の『たんぽぽ倶楽部』を多用しており、正式番組名の『えっちゃんのたんぽぽ倶楽部』が使われていることは、公式での番組タイトル画像以外ではほぼ全く無い。
番組では、テンション高めに主婦の立場でホンネトークをしたり、リスナーの愚痴交じりのメールに突っ込みで応えたり、ふと突然何気なくぼやきのような呟きをしている。基本的にコーナーで繋ぐ構成の番組で、スポンサーもコーナーごとに振り分けられている。
オープニングの冒頭などで「たんぽぽ倶楽部」とコールしているのは、鹿児島市の鴨池幼稚園における2000年（平成12年）当時の園児である。
開始以来のプレゼントとして、当番組オリジナルエコバッグ「popoバッグ」が貰える。当初から2013年（平成25年）度いっぱいまでは、当日12時までに届いた全てのメッセージの中から毎日1名様であったが、2014年（平成26年）4月以降は、後述の週替りクイズに正解した者へ「たんぽぽ倶楽部オリジナルグッズセット」としてステッカーとともにプレゼントされている。2018年（令和元年）11月以降のリニューアル分は、正解者の中から2名様に改められ、二段階に高さを調節でき複数の色のエコバッグが用意されており、カラーラインナップは予め指定されたものが当選者に届く。
本番組のタイトルロゴに関しては、初代に限って今とは違うスタイルとなっている。2代目以降は現在と同じスタイルとなっており、3代目と2009年現在も使われている4代目は、タイトル変更に伴うマイナーチェンジとなっている。
2024年秋のナイターオフ改編で金曜日の放送を取りやめ月 - 木曜の放送となり、金曜日は姉妹番組の「ぽぽフラ」こと『美坂理恵のたんぽぽフライデー』に引き継がれる。

## 放送時間
日本標準時（JST）基準
- 2024年9月30日 - ：月曜 - 木曜 10:00 - 12:50
  - 2002年4月 - 2005年9月、2008年4月 - 2024年9月27日：平日 10:00 - 12:50
  - 放送開始 - 2002年3月：平日 11:00 - 12:50
  - 2005年10月 - 2008年3月：月曜 - 木曜 10:00 - 12:50、金曜 10:00 - 12:35[注釈 5]

## 出演者
- 宮原恵津子[注釈 6][注釈 7]（元南日本放送アナウンサー）
  - アシスタントはないが、番組中、MBCのホームページ「ラジオ井戸端会議」・Twitterでツイートする担当者（「ツブヤキスト」として紹介される）が番組に出演する。平常時は曜日別に担当が決まっており、以下のとおり。

- 月・火：ジミー入枝（ミュージシャン、いちき串木野市出身）
- 水：KODAI（同上、喜界島出身）
- 木：TOMOE（福留知恵、元ポニーメイツ）　※後述のラジオショッピングコーナーにも出演
- 金：ZIKU（ミュージシャン、「週末の男」と紹介される）

## コーナー・タイムスケジュール
- MBC50ニュースを除く

### 常時
クイズDEゲーム
主に特定の人物か物品を隔週入れ替えで当てるもので、月曜日から水曜日までヒントを出し、木曜日に答えを発表する。平常時は1週間に1回。
不定期に日替わりで答えるクイズが出される「日替わりクイズDEゲーム」の場合がある。日替わりの場合は、時間帯や合間を縫ってヒントが出されることが多く、正解者の中から数名へのプレゼントが「たんぽぽ倶楽部オリジナルグッズセット」とは異なるものとなる。特に毎年4月の鹿児島県茶業会議所提供の新茶セットが恒例化しており、八十八夜以降に発送している。その場合、クイズの内容は鹿児島県産のお茶関連のものとなっている。複数週連続、日替わりのこともあり、特にお中元とお歳暮の時期に合わせて実施されるプレミアム日替わりクイズDEゲームは、企画当初から複数週連続での実施である。商品も日替わりで、予め決められた5品の中から選ばれている。日替わりの場合は出される問題も通常とは異なる
週替りの場合は木曜日の午後0時が締め切りだが、日替わりの場合は当日の午後0時が締め切りとなる。

### 10時台
タイヨーレディーストピックス
本番組で最初に始まる、冠提供コーナー。国内、海外のイベント情報と、海外のみのおもしろ情報を中心に扱う。
基本的に3本で、時間の関係によっては、2本の場合もある。国内の話題は、最初の1本だけだが、希に2本の場合もある。関西のリサーチ企業から情報を提供しているため、国内の話題は、大阪府、京都府、兵庫県を中心としたものとなっている。
かつて、金曜には「SunSunトピックス」として、翌日にMBCテレビで放送の同社提供の『SunSunクッキング』の予告を放送したが、同番組の終了を共にする形で終了したため、金曜日も木曜日までと同じ内容となった。パーソナリティは番組アシスタントと同じく西上原あい。
はぴねすくらぶラジオショッピング
ナビゲーターはMBCタレントの女性から1名。
CHO-FUL MUSIC
パチンコ店「エムザス」提供で、通常は一社提供である。リスナーからのリクエストによるちょっと古い音楽を流す。2013年3月まではCHOI-Full MUSICというコーナー名だったが、2013年4月より現在のコーナー名に変更。
POPO PARK
南日本放送からのお知らせがある場合のみに、優先的に流している。スポンサーを付けることが出来ないため、普段はコーナー名は伏せられているが、ピンチヒッターが担当している時にコーナー名の言及がたまにみられる。
海童が行く
濵田酒造提供で。10時40分頃から50ニュースの直前までの10分弱、毎回特定の人物から思い出の一曲とその曲にまつわるエピソードを電話で聞くコーナーで、このコーナーで流される海童のCMのBGMと同じものをコーナーBGMとして使われており、海童のCMが変更される度にコーナーBGMも同時に変更されており、ラジオ番組のコーナーBGMとしては非常に珍しく、定期的に変更されている。2009年頃までは海童のCMに使われていない河島英五の『旅的途上』がコーナーBGMだった。
たまに職業、施設、イベントの事を聞くことがある。2008年頃までスポンサー関係のイベントの関係者と話をすることも多く、特にいちき串木野市関係のものが多かった。
2015年（平成27年）10月以降は、一週間のテーマが固定されており、そのテーマの人物が出演する。特にふるさとウィークの場合、対象の地域で頑張っている人々を取り上げるが、ネタ切れ防止のため、二回目以降は取り上げない。
海童とは濵田酒造の焼酎の銘柄のこと。

### 11時台
テレフォン人生相談
本番組唯一の内包ネット番組。ニッポン放送から。
11時台最初にお便りや曲の紹介等をした後、CMおよび後述のサウンドステッカーをはさんで「テレフォン人生相談です。」の開始アナウンスで始まる。ニッポン放送のページにある放送時間は11:07からとなっているが、放送内容により前後することがある。放送後、テレフォン人生相談を提供している複数社の鹿児島ローカルスポンサーのCMが放送される。このコーナーのみ、スポンサー紹介はCMの後のみ行われる。2014年（平成26年）10月以降、テレフォン人生相談の開始アナウンス前に放送されるCMの後に宮原恵津子が作詞、ジミー入枝が作曲し歌唱したサウンドステッカーが放送される。
radikoのタイムフリー聴取は、当番組自体は対象外だが、開始前のサウンドステッカーや、開始アナウンス、ローカルスポンサーのCMおよび提供読みもMBCにおけるテレフォン人生相談の一部であるため、タイムフリー聴取では配信されない。11時台最初のトークはタイムフリーでも配信される。ちなみに、MBCの番組表ではテレフォン人生相談もえっちゃんのたんぽぽ倶楽部の番組の一部としてみなされている。
ネット番組であるため、権利上、MBCラジオの11時台の奄美大島のコミュニティFMでの再送信は平日の再送信を終了し、週末のみの放送となった。
ガソリン価格のお知らせ　（月曜日のみ）
鹿児島のガソリン店の協力により、セルフスタンドで10リットル以上入れた場合の1リットルあたりの値段を伝える。
ジミちゃんチョイス
セルモグループ提供。当番組でツブヤキストとして出演している、じみちゃんことジミー入枝があるテーマに沿って1曲選曲するコーナー。このコーナーの前にはジミー入枝作曲のサウンドステッカーが流れる。水曜日から金曜日まではジミー入枝が当番組のスタッフのため、原則として本人から直接聞き出す。
ランチタイム音楽ギャラリー
毎週ひとつの最新企画アルバムとその楽曲を紹介する。NRNのランチリクエストのMBC版であり、そちらのCMを流しているため、コーナーの性質上、ノンスポンサー。
たんぽぽおでかけ隊
長らくいちき串木野市の日高水産加工が提供されており、一社提供の場合も度々ある。お出かけに役立つ情報を担当者から電話で聞きだす。金曜日は県外からの情報となっている。
金曜日の県外からの情報であるが、基本的に九州地方の情報ではあるものの、朝ワイドシリーズの「行ってみ大使食べ大使」との兼ね合いにより、熊本県はほとんど紹介せず、福岡県に関しては、このコーナーの常連施設の情報が大半となっている。ちなみに、九州地方以外は、数年に一度の割合である。
同じ電話出演コーナーの海童が行くとみんなみんなにありがとうが出演者が予め決めているのに対し、このコーナーに関しては、放送当日になって取り上げるイベントを決めているため、始まる直前にぽぽガールから担当者に打ち合わせの電話を入れることになっている。
当番組のゲスト枠でもあり、ゲストを迎えるときは、ゲストに関連した音楽から先に入る。これは、城山スズメも同様の対応である。当番組のゲストは、楽器の演奏者が中心で、アーティストが中心の城山スズメと差別されている。
かつては毎週火曜日か水曜日には独特のBGMが流れると今井由美子隊長か上之園祐美副隊長より出かけられたスポットの情報を直接スタジオで伝えたが、後に終了した。ちなみに両者のBGMは別々である。

### 12時台
12時台最初はジングルが流れた後、BGMとともに「お昼になりました。」という声から始まる。
綿毛のつぶやき
2009年5月に復活したコーナーで、当初は11時台か12時台の初めに放送したが、現在は週に一回ほどのこの時間になっているようだ。
ラジオネーム非公表でリスナーからのつぶやきを流す。
たんぽぽE-BREAK
コーナーではないが子供向けの楽曲かその日の記念日に繋がる楽曲を主に扱う。リクエストの場合もあり。主婦向けの番組なので、子供のお食事時間に配慮したものと思われる。水曜日は聞きナビの放送時間がほかのぽぽナビのコーナーより長くとられているため、直接つなげることもあり、放送はないことが多い。
なお、このコーナーが始まるときには必ず「一息つきましょう」の一言を入れる。
ぽぽナビ
本番組唯一の日替わりコーナー。このコーナーの提供は2010年頃からで、MBCラジオにおける平日全ワイド番組のコーナーを通してのスポンサー量の限界を救済するための措置。
- 月曜日　キネナビ

公開直後の映画の内容を取り上げ、最後には鹿児島県内の上映館を紹介する。ウォルト・ディズニー・ジャパンが配給するものは必ず紹介し、作品によっては同社から提供された映画のグッズをプレゼントしている。以前はリクエストされた映画音楽を取り上げるコーナーで、その映画の内容を紹介された後に音楽を流すコーナーだった。歌詞が付いているものが多いため、インストゥメンタルが流れることがあまりない。2018年（令和元年）11月初旬頃の丁度1年間、シネマサンシャイン姶良がこのコーナーに提供していた時期は、最後の上映館の案内で、当館が最優先に紹介する措置をとるようになり、4DXを導入しているため、対象の作品は、4DXで上映していることのアピールを行っていた。提供中にもかかわらず当館で上映されていない映画も普通に紹介していたため、このコーナーからは降板し、同じ施設にスタジオがあるあいらびゅーFMに提供が譲渡された。
- 火曜日　デジナビ

パソコンやスマートフォンなどデジタルに関するあれこれをデジタルメディア部の白坂麻生から学ぶ。
- 水曜日　キキナビ

一つのテーマにまつわるものを、リスナーから募集したものを読み上げる。対象はFAXとメールのみで、締め切りは当日の午後0時。通常は『POPOらベル』（付箋セット）を紹介されたリスナーの中から1名様にプレゼントしているが、民放であるため、スポンサーではない企業からプレゼントを提供することもあり、コーナーの内容もプレゼントの内容に関連したものになっている。
- 木曜日　ラジカラ

リスナーによってリクエストした楽曲を、パーソナリティーが歌詞を読み上げた後に実際に歌われるという、変わった趣向のコーナー。
トヨタ街角ステーション
トヨタ自動車の一社冠提供で、ニッポン放送がキー局の企画ネット。
MBC版での担当は鶴園直子で、木曜日のみの放送。
第1週、第2週、第5週は展望スタジオからテイクアウトグルメの情報で、県内の飲食店を取り上げ、前半は鶴園が直接お店の内容を、後半は店主から電話で情報を聞き出す。
第3週と第4週は、県内のトヨタディーラーからの中継で、当社のラジオカーで唯一のトヨタ製であるポニー3号が使われる。この場合のトヨタのCMは、訪れたディーラーの専売車種のCMを放送することがある。訪れる予定のディーラーは、前週に告知をするのが慣例となっている。トヨタディーラーの訪問週は、ポニー3号の点検等により、変わる月がある。
みんなみんなにありがとう
鹿児島パールライスが常時提供されており、一社提供の場合もある。前半はひとつの小学校から家族に関する作文を書いた本人が読み上げ、後半はその保護者が電話でインタビューを受ける形で話をする。家族に関するものが多いのは、MBCラジオの「私たちの作文」と区別するためと思われる。
このコーナー自体は1970年代中盤から始まった長寿コーナーで、数々の昼ワイドシリーズに引き継がれている経緯を持ち、前身番組までのタイトルは『パパ、ママ、ありがとう』で、当番組に引き継ぐ際に現在のタイトルに改められ、BGMが追加されるようになった。
取り上げる小学校は数回同じ物が使われる。その小学校の第１回は、校歌を流した後に、本校の職員が学校について電話で紹介する(校長や教頭といった代表者が特に多い)。
たんぽぽ天気やさん
ホワイト急便提供。詳しい天気予報をMBC所属のキャスターとして担当している気象予報士とともに伝える。
「～いただきます～」シリーズ
ヒシクみその藤安醸造により、2009年〈平成21年〉7月6日より提供の、食に関するコーナー。
- キッチンマジック ～いただきます～

「キッチンマジック総料理長」の中村芳雄料理長より毎日レシピを電話で聞きだすが、エコーがかかる傾向にある。録音で、一週間分を丸ごと収録しており、ピンチヒッターが担当している日も宮原が担当している。藤安醸造がスポンサーになってからは、当社の商品を使ったレシピを紹介することがある。『おいしい話』が放送していた頃は火曜日から金曜日までの放送だったが、同コーナーが終了したため、月曜日も放送するようになった。
- おいしい話　～いただきます～（月曜日のみ）
  - こちらは食に関する主な話題を取り扱う。音楽つき。2016年（平成28年）まで放送された。

おめでとう・ありがとう、10（とお）のボイスメール
リスナー自身の個人的な記念日を、祝うというもの。当然、誕生日ものが多い。一時期提供がついていたが現在はノンスポンサー。

### 過去に放送されたもの
とよしげ、瞳のSummer Rice day!（夏季）
とよしげ、瞳のHave a rice day!（秋季）
JA鹿児島県経済連提供。10時台のチョイフルの放送終了後の不定期に期間限定で行われるコーナーで、放送期間は3～4週間。
鹿児島県内のスーパーマーケットでポニー号を使って中継され、スポンサー関連商品の「新米かごしま」シリーズと、中継しているスーパーのお買い得情報を紹介する。
パーソナリティーはよし俣とよしげと、赤岩瞳。
たんぽぽe-SHOP
MBCヘッドラインニュース
テレフォン人生相談の後、CMをはさんで最初のコーナーとして放送された。本人司会のニュースコーナーで、全国のニュースを中心に扱っている。提供の有無は時期により異なっている。これとは別に、11時台にはMBC50ニュースが放送されている。2014年（平成26年）9月まで放送された。それ以外のワイド番組でも放送されていたが、現在はコーナー自体が無くなっている。
きょうのメジャーリーグ速報
トヨタレンタリース鹿児島提供。12時35分頃に、日本人メジャーリーガーの試合速報を伝えていたが、スポンサー側の局アナに担当してもらいという意向で、14時台の50ニュースにスポンサーごと移行している。
ミナミさんチのクイズ　たんぽぽ版
2011年（平成23年）4月から2019年（令和2年）9月30日まで放送された、10時台のフリータイムとPOPO PARKの間に設けられたコーナー。
南日本新聞の子供向けクイズコーナーの内容をそのまま紹介し、答えはあえて紹介せず、その後に南日本新聞の購読受付のフリーダイヤルを紹介する。クイズコーナーを通して南日本新聞の告知を行うため、それ自体が南日本新聞社の生コマーシャルである。
このコーナーは2010年代の前半に始まったもので、それ自体が始まった後の南日本新聞の記事の話題は不定期ではあるが、このコーナーの中に優先して紹介する。
2018年（令和元年）10月後半からは終盤の部分に岡田祐介アナウンサーによる南日本新聞社自体からのお知らせが追加された。
なお、本家のミナミさんチのクイズそのものの掲載は終了後も引き続き行っている。
ぽぽナビ
- 火曜日　トレンドナビ

隔週入れ替えコーナー。毎回若者の間でひそかに流行っているものを取り上げられる。
- 火曜日　訳しますえつこ

隔週入れ替えコーナー。リクエストされた洋楽の曲を取り上げられ、歌詞カードなどから日本語訳を読み上げられた後にその曲を流す。
- 木曜日　ブックナビ

毎回書店や図書館などの担当者からおすすめの本を紹介する。ときどき自身から電話で出演する場合がある。
- 木曜日　ととナビ

毎回魚関係のお話を鹿児島大学水産学部教授の大富潤から教わる。

## 美坂理恵のたんぽぽフライデー

### 放送時間
日本標準時（JST）基準
- 2024年9月30日 - ：金曜 10:00 - 12:50

### 出演者
- 美坂理恵（南日本放送アナウンサー）

## 備考
- 当番組は既定のコーナーで隙間なく繋ぐ番組のため、フリータイムが必ず設けられている。
  - 10時台はCHO-Full MUSIC終了後とぽぽナビの終了後で、ポニーのタウン情報か、企業などのお知らせを放送する。この時間帯ははぴねすくらぶラジオショッピングが既に確保しているため、ラジオショッピングを放送していない。無い場合は音楽を流している。
  - 11時台はテレフォン人生相談とじみちゃんチョイスの間で、ラジオショッピングか、企業などのお知らせを放送している。2010年代後半頃に新設されたため、ポニーのタウン情報は無い。また、前述のようにたんぽぽお出かけ隊の打ち合わせにぽぽガールが既に中継用電話を押さえられているため、担当者の電話出演が出来なくなっている。無い場合か、たんぽぽお出かけ隊のゲスト出演日は、フリータイムの放送が無い。
  - 12時台は、ぽぽナビの終了後とみんなみんなにありがとうの間で、ポニーのタウン情報か各種ラジオショッピングのいずれかを放送する。無い場合は、10時台と同じ。

- 南九州サンクスとともにお弁当を開発するプロジェクトが数回行われたことがある。その中にRKKラジオと共同で、別々の弁当に開発したものもあった。ローソン南九州とローソン熊本に店舗を移管した後は、プロジェクト時代は行われていない[注釈 20]。
  - スマイリー園田とともに「サンクス！おかん弁当」と、「はみだしロックンロール」が開発され、2009年（平成21年）5月19日から6月1日まで丸2週間販売された。
    - なお、5月28日には、南薩地方には指宿市に1店舗しかないためか、南さつま市の南さつま市民会館の玄関前でおかん弁当のみを数量限定で販売されたが、予想より早く売りきった。

- 女性の聴取率が特に高い。2007年度は10.9％だったが、2008年（平成20年）度は12.8％とやや上昇した。[3]

- クリスマス限定ジングルも存在しているが、他の放送局や番組に比べて、使用期間がクリスマス当日がある週のみで、かつ終了後には使用されなくなるため、極端に短い。